# Sopwith Snipe
Sopwith Snipe (ang. bekas) – brytyjski jednomiejscowy dwupłatowy samolot myśliwski z okresu I wojny światowej zbudowany przez Sopwith Aviation Company. Ostatni samolot myśliwski aliantów, jaki wyprodukowano przed zakończeniem działań wojennych.

## Historia
Snipe został zaprojektowany przez głównego konstruktora wytwórni Sopwith Aviation Company, Herberta Smitha w 1917 roku. Nowa maszyna była udoskonaloną wersją charakteryzującego się doskonałymi parametrami i wielokrotnie sprawdzonego w walce myśliwca Sopwith Camel, który wszedł do służby w tym samym roku. Produkcję myśliwców Snipe rozpoczęto w 1918 realizując zamówienie na 4500 egzemplarzy. Maszyna została wprowadzona do służby w ostatnim roku I wojny światowej najpierw do eskadr RAFu, później do Australijskiego Korpusu Lotniczego. Po zakończeniu wojny zostały przyjęte do służby także w Kanadyjskich Siłach Powietrznych, gdzie służyły do 1923 roku.
Konstrukcja myśliwca Snipe zapewniała pilotowi o wiele lepszą widoczność z kabiny niż z kokpitu Camela. Był on równie zwrotny jak poprzednik, ale łatwiejszy w pilotowaniu i ze względu na większą moc silnika szybszy, oraz posiadający większą prędkość wznoszenia, dzięki czemu był równorzędnym przeciwnikiem dla najnowszych niemieckich myśliwców. Sopwith Snipe był napędzany silnikiem rotacyjnym Bentley BR.2 o mocy 234 KM, co  pozwalało na rozpędzenie maszyny do prędkości 185 km/h i utrzymanie się w powietrzu przez 3 godziny.
Uzbrojenie samolotu stanowiły dwa karabiny maszynowe Vickers kalibru .303 cala (7,7 mm) strzelające przez śmigło, oraz cztery 11 kilogramowe bomby.
Mimo że Snipe został wprowadzony do służby w końcowym okresie wojny, zdążył dowieść swej wartości w walce oraz zdolności do pełnienia różnych zadań. Jedna z najsłynniejszych walk powietrznych myśliwca Snipe rozegrała się 27 października 1918 roku, gdy pilotowany przez kanadyjskiego asa myśliwskiego Williama George'a Barkera samolot zaatakował dwumiejscową niemiecką maszynę, którą po krótkiej walce zestrzelił. Chwilę później sam został zaatakowany przez Fokkera D.VII, który również po krótkiej walce padł łupem Kanadyjczyka. Następnie major Baker był atakowany przez nadlatujące w formacjach myśliwce Fokker D.VII, jedne z najlepszych ówczesnych myśliwców. Łącznie zaatakowało Bakera około 60 myśliwców wroga, a mimo to udało mu się przetrwać te ataki i zestrzelić dwa kolejne samoloty. Ostatecznie poważnie ranny Baker przeleciał przez linię frontu na brytyjską stronę, gdzie rozbił swojego Snipe'a. Za ten wyczyn major Baker został uhonorowany Krzyżem Wiktorii.
Mimo krótkiej wojennej służby Snipe'a uzyskano na nim bardzo wiele zestrzeleń. W 1919 maszyny te w ramach pomocy Ententy dla popierającej cara białej armii wzięły udział w wojnie domowej w Rosji przeciwko bolszewikom. Niektóre z maszyn zostały przechwycone przez bolszewików i włączone do własnego lotnictwa. Produkcję samolotów Sopwith Snipe zakończono w 1919 po zbudowaniu 497 maszyn. Zamówienie na pozostałe 4000 zostało anulowane ze względu na duże cięcia budżetowe wprowadzone w armii brytyjskiej po zakończeniu I wojny światowej. Na początku lat 20. rozpoczęto wycofywanie Snipe'ów ze służby by w 1926 ostatecznie wycofać wszystkie maszyny z RAF-u.